# Isola Deer (Isole Fox)
Deer ("isola del cervo", in aleutino Qagan Unimgix) è un'isola del gruppo delle Fox nell'arcipelago delle Aleutine orientali e appartiene all'Alaska (USA).

## Posizione geografica
Si trova all'imboccatura della Cold Bay, 5 miglia a sud al largo della città di King Cove, sulla costa meridionale della penisola di Alaska.